# Placa de Sandwich

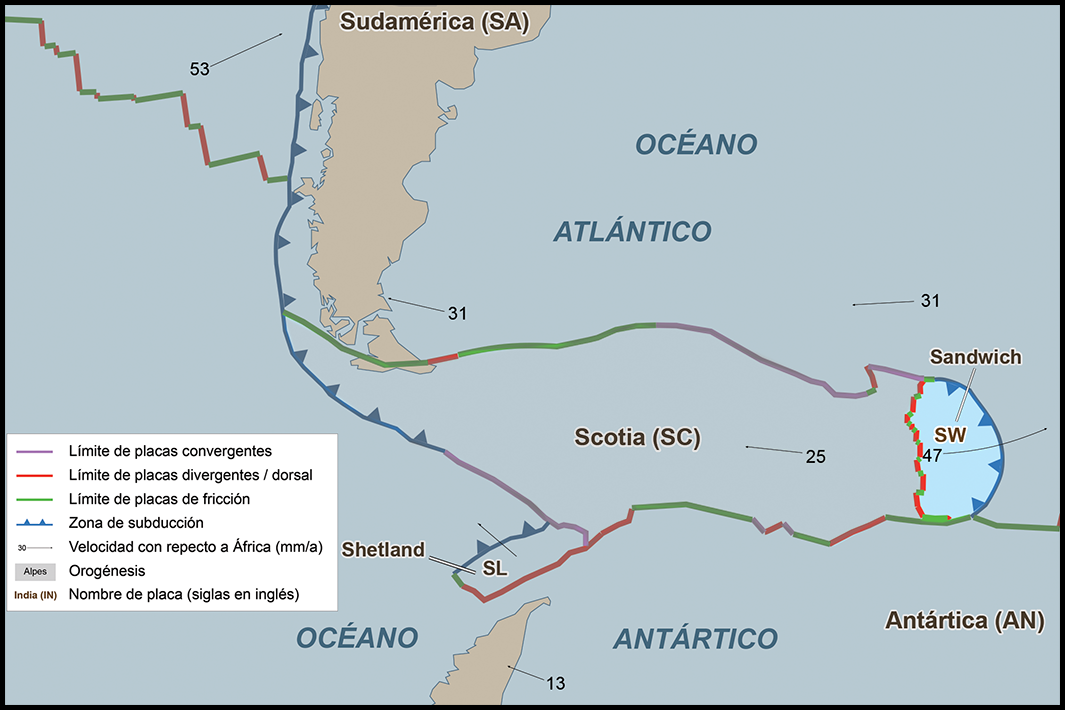
Placa o microplaca tectónica de Sandwich o Sandwich del Sur

La placa o microplaca de Sandwich o Sandwich del Sur es una placa tectónica limitada por la placa Sudamericana en subducción hacia el placa Antártica hacia el sur y la placa de Scotia hacia el oeste.
Las Islas Sandwich del Sur se encuentran en esta pequeña placa.
La placa se traslada hacia el este a un ritmo de 7 centímetros anuales, enfrentando y ubicándose debajo de la placa Sudamericana. Esto produjo el surgimiento del archipiélago de las Sandwich del Sur hace unos cinco millones de años. Es un área con alta actividad sísmica y volcánica.